# Elecciones Asamblea Nacional Constituyente de Guatemala de 1935
Las elecciones a la Asamblea Constituyente se llevaron a cabo en Guatemala en junio de 1935. Después de la elección, el sexenio de Jorge Ubico se extendió al 15 de marzo de 1943 por la Asamblea el 10 de julio de 1935.
- Datos: Q47496770